# Giorgio Doria Pamphilj Landi
Giorgio Doria Pamphilj Landi, italijanski rimskokatoliški duhovnik in kardinal, * 17. november 1772, Rim, † 16. november 1837, Rim.

## Življenjepis
31. maja 1804 je prejel duhovniško posvečenje.
8. marca 1816 je bil povzdignjen v kardinala in pectore.
22. julija 1816 je bil ponovno povzdignjen v kardinala in imenovan za kardinal-duhovnika S. Maria in Via; 16. marca 1818 je bil imenovan še za S. Cecilia.
10. februarja 1821 je bil imenovan za prefekta Kongregacije za zakramente.